# Kotacu

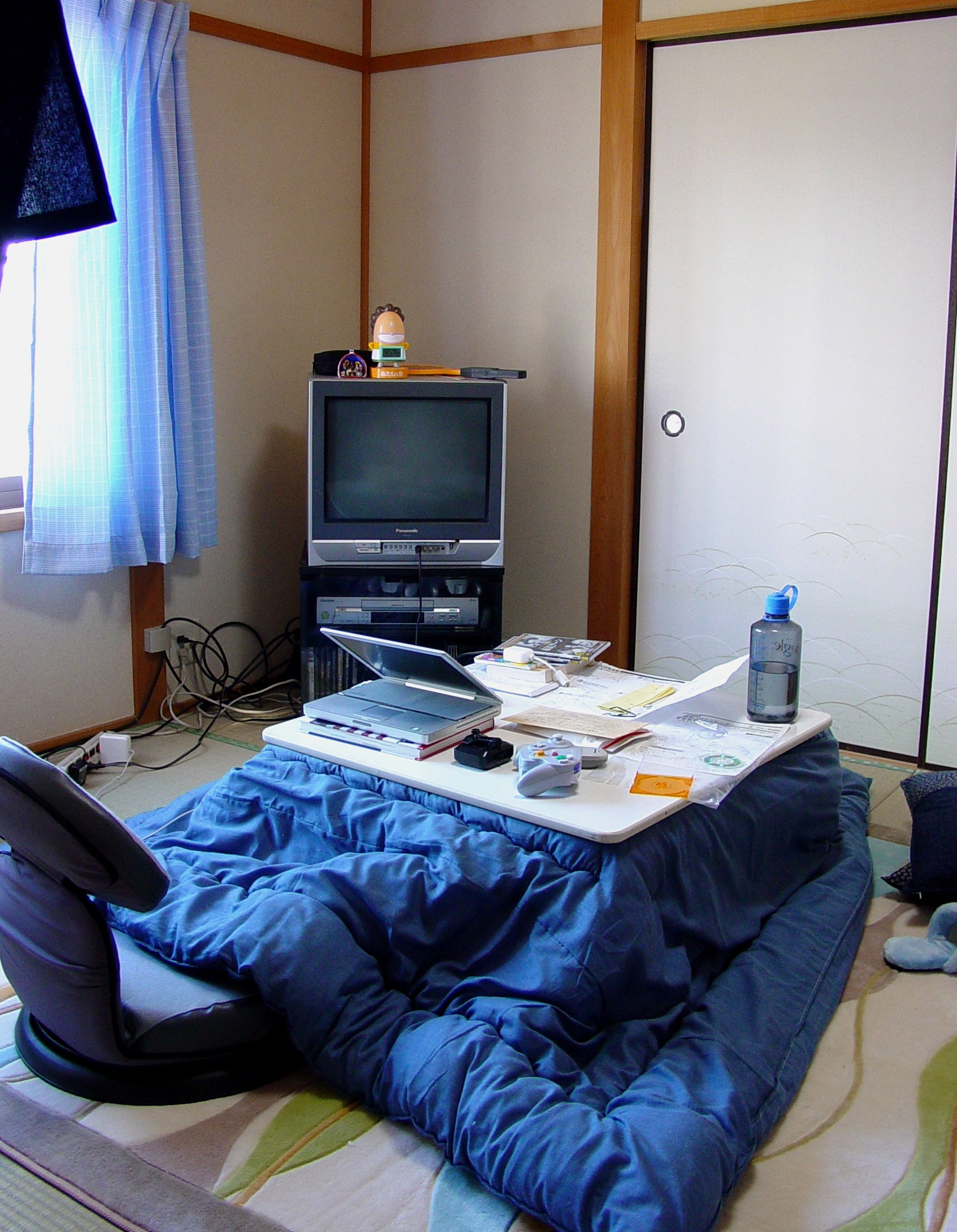
Modern japán kotacu

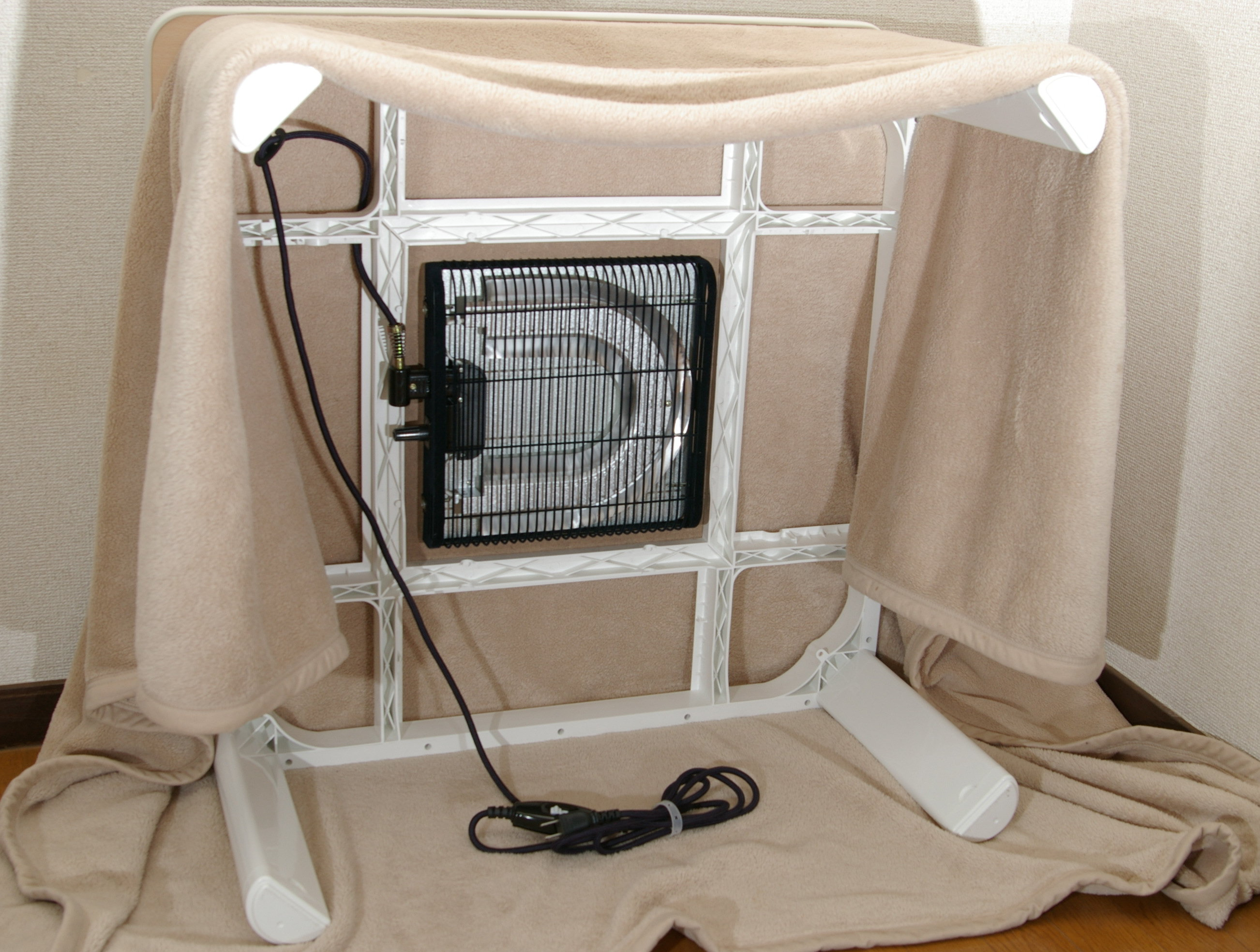
Az elektromos kotacu alja

Fűtéstípusok

A kotacu (炬燵) egy alacsony, fából készült asztal, aminek a keretét futonnal vagy nehéz takaróval borítják, majd erre ráhelyezik az asztallapot. Az asztal alatt található egy hőforrás, amit gyakran magába az asztallapba építenek bele. A kotacut szinte kizárólag csak Japánban használják, de hasonló eszközök máshol is fellelhetők.

## Történelem
A kotacu története a 14. században, a Muromacsi-korban kezdődött. Eredete egy japán tűzhelyfélére vezethető vissza, amit irorinak neveznek. Akkoriban a hagyományos japán háztartásokban főleg faszenet használtak főzéshez, fűtéshez illetve az irori fűtéséhez is. A 14. századra az irorihoz olyan párnaféléket, vezettek be, amin ülni lehetett, így a tűzhelynek a főzés mellett ülési funkciója is lett. Az asztallap tetejére egy oki nevű paplant helyeztek, ami benntartotta és megakadályozta a szénégető által termelt hő szétterjedését.  Ez volt a korai őse a modern kotacunak, amit hori-gotacunak neveztek. A hori-gotacu (掘り炬燵) szó a 掘-り(hori) kandzsiból származik, aminek a jelentése árok, ásás, a 炬 (ko) jelentése fáklya vagy tűz, a 燵 (tacu) pedig lábmelegítőt jelent.
A hori-gotacu formája az Edo-kor során, a 17. században kis mértékben megváltozott. Ilyen változtatás volt például, hogy az irori körüli padlót négyzet alakban leásták a földbe. A falapot e köré helyezték és így egy tűzhely jött létre. A takaró most is a lap tetejére került, ami alá be lehetett ülni melegedni.
A mozgatható kotacut később a hori-gotacu koncepciója alapján készítették el. A japán házakban ezzel a kotacuval együtt jelent meg a tatami nádszőnyegnek népszerű használata. Ahelyett, hogy a faszenet az iroriba helyezték volna, egy agyagedénybe rakták, amit a tatamira tettek, így a kotacu hordozhatóvá vált. Ez a már modernebb stílusú kotacu az oki-gotacu néven ismert. Az oki-gotacu (置き炬燵) szó az 置き (oki) kandzsiból származik és a jelentése elhelyezés, a 炬 azt jelenti, hogy fáklya vagy tűz, a 燵 pedig lábmelegítőt jelent.
A 20. század közepén a faszenet, mint hőforrás felváltotta a villamos energia. Ahelyett, hogy a mozgatható faszénnel teli agyagedényt tették a kotacu alá, elérhetővé vált, hogy elektromos fűtésű eszközt csatoljanak közvetlenül a kotacu keretéhez. Így a kotacu teljesen mobillá vált az elektromosság által és japán háztartások alapvető része lett.

## Típusok
Manapság kétféle kotacut használnak Japánban, a fűtés kialakításától és típusától függően:
- Elektromos: A modern stílusú kotacu (oki-gotacu (置き炬燵?)) egy olyan asztal, aminek az alsó felére egy elektromos fűtőeszköz van csatolva. Ez fejlődött ki abból, mikor az asztal alatt egy forró szénnel teli agyagedény volt elhelyezve.[2] A kotacu általában egy vékony futonon van. Egy másik vastagabb futon a kotacu kerete fölé van helyezve, ami felett pedig az asztallap van. Az elektromos fűtőelem, ami az asztal aljára van szerelve, felmelegíti a paplan alatt lévő teret.
- Szénégetésű: A hagyományosabb típusú (hori-gotacu (掘り炬燵?)) egy olyan asztal, amelyet süllyesztett padló fölé tesznek. A mélyedés a padlóban van és körülbelül 40 cm mély. A szénégető vagy a gödör alján, a falában vagy, ahogy a modern típusú kotacunál az asztal keretéhez van csatlakoztatva. Léteznek süllyesztett kotacuk elektromos fűtéssel is.

## Használat
A 21. században általában elektromos fűtőelemet szerelnek a kotacu keretéhez. A keret ma már nem csak fából készül, hanem lehet műanyagból vagy más egyéb anyagból is. Általában takarót (vagy sitagake) terítenek a keret és a fűtőelem illetve az asztallap közé. Ez a takaró egy másik nehezebb takaróval van lefedve, amelyet kotacu-gakénak (火燵掛布) neveznek. A kotacu-gakék dekoratív jelleggel is bírnak, ezért gyakran úgy választják ki őket, hogy megfeleljenek a lakás berendezéséhez. Földön vagy pedig úgy nevezett zabuton párnákon lehet helyet foglalni úgy, hogy az ott ülők lábai az asztal alatt vannak, altestüket pedig befedi a takaró. A kotacut akkor tervezték meg, mikor az emberek túlnyomórészt hagyományos japán stílusú ruhát hordtak, mivel a kimonó alján keresztül a meleg bejuthatott majd a nyak körül távozott, így fűtve az egész testet.
A legtöbb japán ház nincs úgy hőszigetelve, mint a nyugati lakóházak és nincs központi fűtés sem, így elsősorban a helyiségek fűtésére koncentrálnak. A fűtés a szigetelés hiánya és a huzatos házak miatt igen drága. A kotacu viszonylag egy olcsó módja annak, hogy télen melegben lehessenek az emberek, mivel a futonok benntartják a meleg levegőt. Nyáron a takarót le lehet venni és így a kotacu egyszerű asztalként is funkcionál.
A kotacu alatt akár aludni is lehet, de inkább csak a rövidebb szundítás ajánlott, mivel több okból is veszélyes lehet. Előfordulhat, hogy nincs befedve a test, ezért, és az egyenlőtlen fűtés miatt fenn áll a megfázás veszélye. Az asztal alacsonysága miatt is veszélyes, mivel alvás közben előfordulhat, hogy véletlenül hozzáér a fűtőelemekhez az ember miközben forgolódik és megégeti. Hagyomány szerint a gyerekeknek azt szokták mondani, hogy ha a kotacu alatt alszanak, meg fognak fázni. Azonban háziállatok, mint például macskák gyakran alszanak a kotacu alatt, ráadásul elég kicsik ahhoz, hogy tökéletesen aláférjenek.
A téli hónapokban Japánban a kotacu gyakran a mindennapi élet központjává válik. Esténként a családtagok összegyűlnek a kotacu körül, hogy együtt egyenek, tévézzenek, játsszanak és beszélgessenek, miközben a lábukat melegen tartják.

## Más országok
Egy hasonló asztalt Iránban is használnak, aminek a neve korsi.
Egy másik hasonló tárgyat, úgynevezett sandalit már évszázadok óta használják széles körben Tádzsikisztánban és Afganisztánban. Még most is sok hagyományos házban egy meleg családi étkezőhelyként funkcionál.
Spanyolországban és Portugáliában is van hasonló tárgy, aminek "mesa camilla" a neve, ez egy kis kör alakú asztal egy "brasero" fűtőelemmel az aljára szerelve.
Kínában és Koreában hagyományosan padlófűtést (ondol) használnak, de léteznek hasonló eszközök.

## Fordítás
- Ez a szócikk részben vagy egészben  a   Kotatsu című angol Wikipédia-szócikk ezen változatának fordításán alapul.  Az eredeti cikk szerkesztőit annak laptörténete sorolja fel. Ez a jelzés csupán a megfogalmazás eredetét és a szerzői jogokat jelzi, nem szolgál a cikkben szereplő információk forrásmegjelöléseként.